# Chilunda
Chilunda oder Lunda ist eine Bantusprache und wird vom Volk der Lunda in Sambia, Angola und der Demokratischen Republik Kongo gesprochen, also im Gebiet des Oberlaufes des Sambesi.
Chilunda ist offiziell Unterrichtssprache in Grundschulen der Lunda-Gebiete in Sambia.
In Sambia gibt es auch Zeitungen und Radiosendungen in Lunda.
Die Bibel wurde 1962 in Bemba und Ruund übersetzt, zwei mit Lunda eng verwandte Sprachen.
Yauma leitet sich von Chilunda ab.